# Каневара (Маса-Карара)
Каневара је насеље у Италији у округу Маса-Карара, региону Тоскана.
Према процени из 2011. у насељу је живело 340 становника. Насеље се налази на надморској висини од 98 м.